# Llista d'estats sobirans del 1960

## Estats sobirans

### A
- Afganistan – Regne de l'Afganistan
- Albània – República Popular d'Albània
- Alemanya Occidental – República Federal d'Alemanya[1]
- Alemanya de l'Est – República Democràtica d'Alemanya[2]
- Alt Volta – República de l'Alt Volta (des del 5 d'agost)
- Andorra – Principat d'Andorra
- República Àrab Unida[3]
- Aràbia Saudita – Regne de l'Aràbia Saudita
- Argentina – República de l'Argentina
- Austràlia – Commonwealth d'Austràlia
- Àustria – República d'Àustria

### B
- Bèlgica – Regne de Bèlgica
- Bhutan – Regne de Bhutan
- Birmània – Unió de Birmània
- Bolívia – República de Bolívia
- Brasil – República dels Estats Units del Brasil
- Bulgària – República Popular de Bulgària

### C
- Cambodja – Regne de Cambodja
- Camerun – República del Camerun (des de l'1 de gener)
- Canada – Domini del Canadà
- Ceilan – Domini de Ceilan[4]
- República Centreafricana – República Centreafricana (des del 13 d'agost)
- Colòmbia – República de Colòmbia
- Congo-Brazzaville – República del Congo (des del 15 d'agost)
- Congo-Léopoldville – República del Congo (des del 30 de juny)
- Corea del Nord – República Democràtica Popular de Corea[5]
- Corea del Sud – República de Corea[6]
- Costa d'Ivori – República de la Costa d'Ivori (des del 4 de desembre)
- Costa Rica – República de Costa Rica
- Cuba – República de Cuba

### D
- Dahomey – República de Dahomey (des de l'1 d'agost)
- Dinamarca – Regne de Dinamarca
- República Dominicana

### E
- Equador – República de l'Equador
- Espanya – Estat espanyol
- Estats Units – Estats Units d'Amèrica
- Etiòpia – Imperi d'Etiòpia

### F
- Filipines – República de les Filipines
- Finlàndia – República de Finlàndia
- França – República Francesa[7]

### G
- Gabon – República gabonesa (des del 17 d'agost)
- Ghana – Ghana (fins a l'1 de juliol)[8]
  -  Ghana – República de Ghana (des de l'1 de juliol)
- Grècia – Regne de Grècia
- Guatemala – República de Guatemala
- Guinea – República de Guinea

### H
- Haití – República d'Haití
- Hondures – República d'Hondures
- Hongria – República Popular d'Hongria

### I
- Iemen – Regne Mutawakkilita del Iemen
- Índia – República de l'Índia
- Indonèsia – República d'Indonèsia
- Iran – Regne de l'Iran
- Iraq – República de l'Iraq
- Irlanda – República d'Irlanda
- Islàndia – República d'Islàndia[9]
- Israel – Estat d'Israel
- Itàlia – República Italiana
- Iugoslàvia – República Popular Federal de Iugoslàvia

### J
- Japó
- Jordània – Regne Haiximita de Jordània

### L
- Laos
- Líban – República Libanesa
- Libèria – República de Libèria
- Líbia – Regne Unit de Líbia
- Liechtenstein – Principat de Liechtenstein
- Luxemburg – Gran Ducat de Luxemburg

### M
- Malaia – Federació de Malaia
- República Malgaixa (des del 26 de juny)
- Federació de Mali (del 20 de juny al 20 d'agost)[8]
  -  Mali – República de Mali[8]
- Marroc – Regne del Marroc
- Mauritània – República Islàmica de Mauritània (des del 28 de novembre)
- Mèxic – Estats Units Mexicans
- Mònaco – Principat de Mònaco
- Mongòlia – República Popular de Mongòlia[10]

### N
- Nepal – Regne del Nepal
- Nicaragua – República de Nicaragua
- Niger – República del Níger (des del 3 d'agost)
- Nigeria – Federació de Nigèria (des de l'1 d'octubre)
- Noruega – Regne de Noruega
- Nova Zelanda - Domini de Nova Zelanda

### P
- Països Baixos – Regne dels Països Baixos
- Pakistan – República Islàmica del Pakistan
- Panamà – República del Panamà
- Paraguai – República del Paraguai
- Perú – República Peruana
- Polònia – República Popular de Polònia
- Portugal – República Portuguesa

### R
- Regne Unit – Regne Unit de la Gran Bretanya i Irlanda del Nord
- Romania – República Popular de Romania

### S
- El Salvador – República del Salvador
- San Marino – Sereníssima República de San Marino[11]
- Senegal – República del Senegal (des del 20 d'agost)[8][12]
- Sikkim – Regne de Sikkim
- Somàlia – República Somalí (des de l'1 de juny)
- Somalilàndia – Estat de Somalilàndia (des del 26 de juny fins a l'1 de juliol)
- Sud-àfrica - Unió de Sud-àfrica
- Sudan – República del Sudan
- Suècia – Regne de Suècia
- Suïssa – Confederació suïssa

### T
- Tailàndia – Regne de Tailàndia
- Togo – República Togolesa (des del 27 d'abril)
- Tunísia – República Tunisiana
- Turquia – República de Turquia
- Txad – República del Txad (des de l'11 d'agost)[13]
- Txecoslovàquia – República Txecoslovaca (fins a l'11 de juliol)
  -  Txecoslovàquia – República Socialista Txecoslovaca (des de l'11 de juliol)

### U
- Unió Soviètica – Unió de Repúbliques Socialistes Soviètiques[14]
- Uruguai – República Oriental de l'Uruguai

### V
- Ciutat del Vaticà – Estat de la Ciutat del Vaticà[15][16][17]
- Veneçuela – Estats Units de Veneçuela
- Vietnam del Nord – República Democràtica del Vietnam[18]
- Vietnam del Sud – República del Vietnam

### X
- Xile – República de Xile
- República Popular de la Xina
- República de la Xina
- Xipre – República de Xipre (des del 16 d'agost)

## Estats que proclamen la sobirania
- Katanga – Estat de Katanga (des de l'11 de juliol)
- Illes Suvadives – República Suvadiva Unida[19]